# Luc Urbain du Bouëxic de Guichen
Pour les articles homonymes, voir Guichen (homonymie).
Pour les autres membres de la famille, voir Famille du Bouëxic.
Luc Urbain du Bouëxic, comte de Guichen, né à Fougères, le 21 juin 1712 et mort à Morlaix le 13 janvier 1790, est un officier de marine et gentilhomme français du XVIIIe siècle. Entré dans la Marine royale à l'âge de 18 ans, il est promu enseigne de vaisseau en 1735 et se distingue en 1739 à l'attaque d'une frégate anglaise dans les Antilles. Chargé de mission d'escorte pendant la guerre de Succession d'Autriche (1740-1748), il effectue diverses missions dans l'océan Atlantique et en Manche, ce qui lui vaut d'être reçu chevalier de Saint-Louis le 1er avril 1748.
Pendant la guerre de Sept Ans, il est chargé de ravitailler l'établissement de Louisbourg en Nouvelle-France. Il parvient à passer au travers du blocus imposé par les Anglais, mais ne peut empêcher la place de tomber en 1758. Promu chef d'escadre, le 9 novembre 1776, le comte de Guichen se distingue surtout pendant la guerre d'indépendance des États-Unis, apogée de sa carrière militaire. Le 27 juillet 1778, il commande le Ville de Paris, 90 canons, il participe à la victoire d'Ouessant. Promu lieutenant général des armées navales l'année suivante, il reçoit le commandement d'une escadre envoyée dans les Antilles. Les 17 avril, 15 mai et 19 mai 1780, il affronte par trois fois la flotte anglaise de l'amiral Rodney, épisode qui reste connu dans l'histoire de la marine comme les trois combats de Monsieur Guichen.
Rentré en Europe, il reçoit le commandement d'une flotte qui, combinée à l'Armada espagnole de l'amiral Córdova, reçoit l'ordre d'empêcher le ravitaillement de Gibraltar, assiégé depuis trois ans. Battu au large du cap Spartel le 20 octobre 1782, il rentre en France et met un terme à sa carrière militaire. Fait chevalier de l'Ordre du Saint-Esprit en 1784, et élu membre de la Société américaine de philosophie en 1785, il meurt en 1790 à Morlaix.

## Biographie

### Origines et famille
Luc Urbain du Bouëxic, comte de Guichen, naît le 21 juin 1712, rue de l'Horloge, à Fougères, dans la famille du Bouëxic, de la noblesse bretonne et originaire du « pays de Guichen ». Il est le fils aîné de Luc François du Bouëxic, seigneur de Guichen, de la Harmoye, de la Grésillonnais et d'autres terres (1668-1735), capitaine au régiment de Béarn, et de son épouse, Julienne Thérèse de la Jaille dont la famille était issue du « pays de Fougères ».
Le couple se marie le 27 février 1707, en l'église Toussaints de Rennes. De cette union naissent trois fils :
- Luc Urbain du Bouëxic
- Claude-Luc du Bouëxic de Guichen, né le 1er février 1714
- Agathon François du Bouëxic, seigneur de la Botheleraye, né vers 1720

### Jeunesse et débuts dansLa Royale
Il entre dans la Marine royale au mois d'avril 1730, à l'âge de 18 ans, comme garde-marine,, et fait sa première campagne sur le vaisseau Le Triton, en croisière dans la Méditerranée. De 1732 à 1735, il passe successivement sur les vaisseaux Le Fleuron, Le Griffon et L'Ardent, avec lesquels il fait diverses campagnes à Cadix, au banc de Terre-Neuve, sur les côtes de Bretagne et dans la Manche. Promu enseigne de vaisseau, en 1735, il fait sur L'Astrée, l'année suivante, une campagne sur les côtes de Guinée et ensuite sur celles de Barbarie,.
Embarqué en 1739 sur la frégate La Néréide, en croisière aux Îles du Vent, il est chargé par Jean-Baptiste Mac Nemara, son commandant, d'enlever un navire contrebandier. Bien que ce navire ait été armé de dix canons et de huit pierriers, Guichen s'en rend maître à l'abordage, à la tète de trente hommes embarqués à bord des deux canots de La Néréide. Au cours du combat, il est grièvement blessé à la jambe,.

### Mission d'escorte pendant la guerre de Succession d'Autriche (1740-1748)

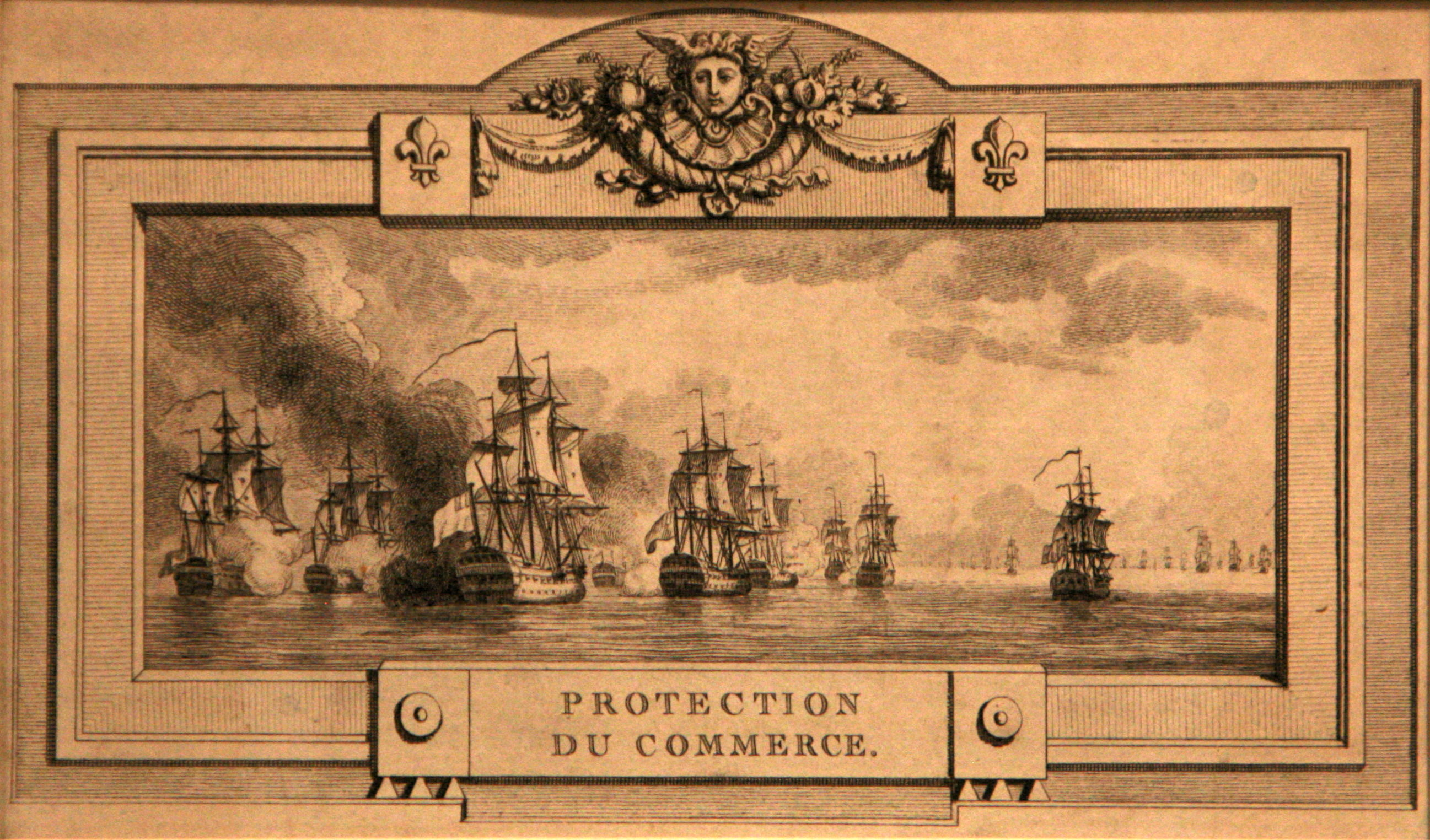
Protection du commerce. Guichen participe aux missions d'escorte organisées par la Marine royale pendant la guerre de Succession d'Autriche.

Entre 1741 et 1743, Guichen embarque en qualité de capitaine en second sur les frégates La Dryade et La Méduse, et sur les vaisseaux Le Dauphin-Royal et Le Superbe, à bord desquels il participe à diverses campagnes sur les côtes d'Espagne, de Bretagne, aux Açores et dans la Manche. Sorti en 1744 du port de Boulogne, pour aller, à bord d'un navire corsaire, reconnaître une frégate anglaise, non seulement il la rencontre, mais encore quatre vaisseaux, qui lui donnent la chasse. Canonné pendant une heure sous les forts de Boulogne, il aurait vraisemblablement succombé sous le nombre de ses adversaires, si la marée descendante, ne les avait forcés à s'éloigner. Il reçoit en 1744, l'ordre de se rendre à Dunkerque où il participe — au sein de l'armée aux ordres du duc de Richelieu — aux préparatifs de l'expédition prévue en Écosse en soutien aux jacobites. Passé à Boulogne, le maréchal le charge de surveiller les mouvements de la Royal Navy en Manche.
Au mois de janvier 1746, il est nommé lieutenant de vaisseau et se voit confier le commandement de la frégate La Galathée. Cette frégate se trouvait alors à Gravelines, où l'officier qui l'avait précédemment commandée avait été forcé de se réfugier, pour se soustraire à la poursuite d'une division anglaise. On pense alors cette frégate perdue en raison de son enlisement dans la vase et des vaisseaux anglais qui l'attendaient à la sortie du port. Guichen surmonte tous ces obstacles. Un mois après son arrivée à Gravelines, il en appareille et se rend au Havre, où l'attendait un convoi important, qu'il conduit à Brest, sans perdre un seul bâtiment.
Le 1er avril 1748, il est reçu chevalier dans l'ordre royal et militaire de Saint-Louis. La même année, il reçoit le commandement de la frégate La Syrène, et se rend, en compagnie de L'Atalante, dans les parages de Saint-Domingue, où il prend plusieurs corsaires anglais. Arrivées au port de la Paix, les deux frégates sont attaquées par cinq vaisseaux anglais, mais, secondées par le fort et par une batterie que Guichen fait élever à la pointe est de la rade, elles soutiennent l'attaque de ces vaisseaux, qui sont forcés de gagner le large, après avoir été endommagés. Il va ensuite chercher au port Saint-Louis, sur la côte sud de Saint-Domingue, un convoi important que les Anglais menaçaient d'intercepter, le prend sous son escorte et parvient à le faire rentrer à Brest, en évitant les escadres anglaises qui bloquaient ce port. Cette année-là, Guichen avait mené pas moins de cinq batailles contre des forces britanniques supérieures.
Entre la signature du traité d'Aix-la-Chapelle en 1748 et la reprise des hostilités, en 1755, Guichen prend part à trois nouvelles campagnes. En 1750, il embarque sur l'escadre d'évolutions commandée par Mac Nemara ; en 1752, il est sur Le Protée, à bord duquel il fait une campagne en Méditerranée et au large du Portugal, puis sur la frégate La Syrène, chargée d'une mission à la côte de Guinée.

### Guerre de Sept Ans

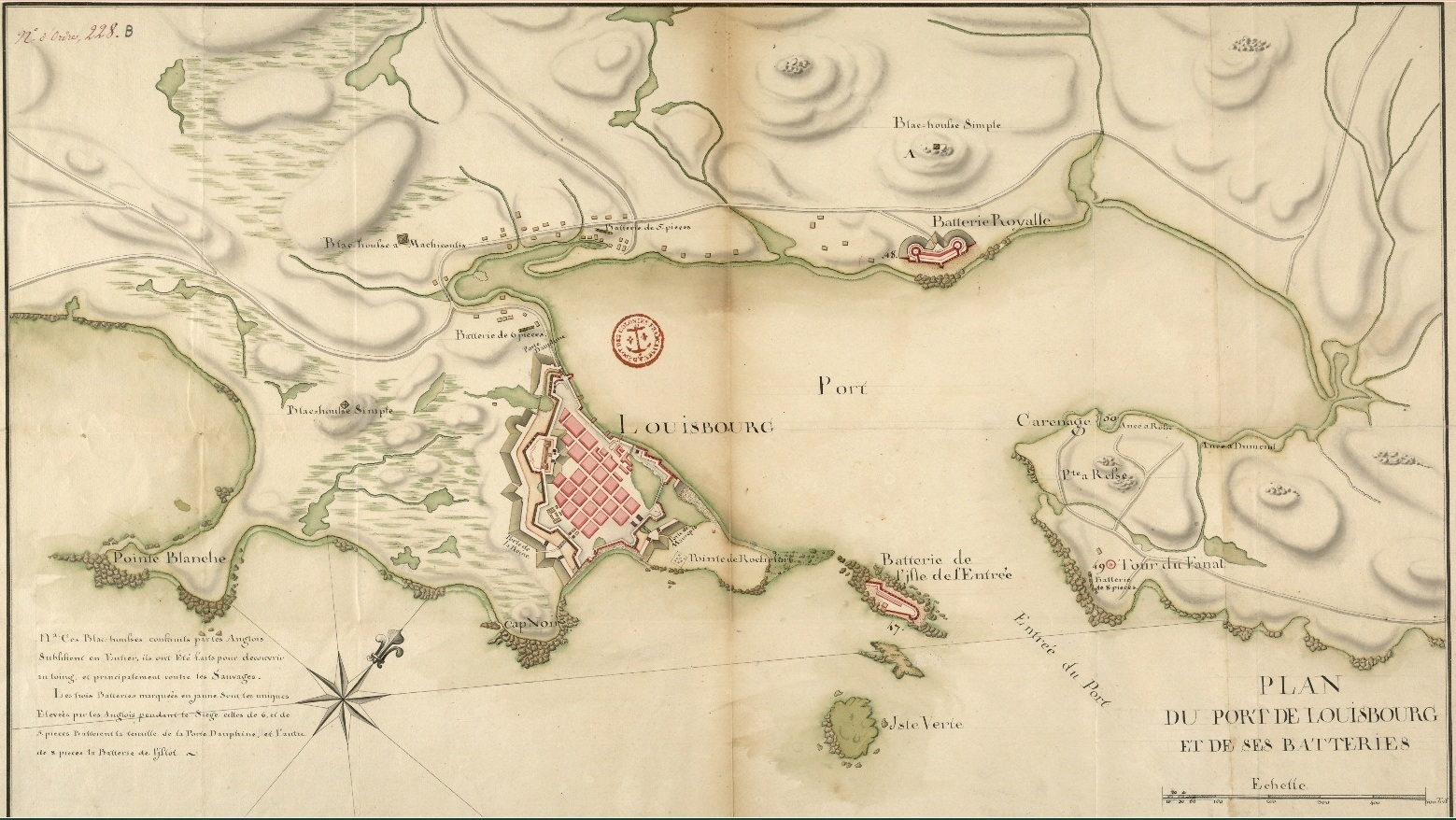
Plan de Louisbourg. Guichen participe en 1755 à l'expédition de Dubois de La Motte chargée d'y apporter des renforts.

En 1755, il participe comme second du vaisseau L’Opiniâtre, 60 canons, à une expédition de défense de Louisbourg en Nouvelle-France, au sein d'une flotte de dix-huit vaisseaux sous les ordres du chef d'escadre Dubois de La Motte. En 1756, il embarque sur Le Héros, commandé par Monsieur de Beaussier, et il est promu capitaine de vaisseau pendant la campagne,,. Au mois de mai 1756, alors que Le Héros, revenant de Québec, faisait voile vers Louisbourg, en compagnie de L'Illustre, il aperçoit deux vaisseaux anglais. Parvenu à les rejoindre vers midi, de Beaussier en attaque un, comptant sur L'Illustre pour attaquer le second ; mais le calme qui survient tout à coup rend inutiles tous les efforts fait par L'Illustre pour s'approcher, de telle sorte que Le Héros doit combattre les deux vaisseaux. Le combat, qui est très-vif de part et d'autre, durait depuis six heures quand la brise, s'élevant alors, permet à L'Illustre de se joindre enfin au combat. Les deux vaisseaux ennemis en profitent alors pour s'éloigner. Le Héros, presque entièrement désemparé, criblé de boulets dans sa mâture et dans sa coque, ne peut les poursuivre. M. de Beaussier est fait chef d'escadre, et Guichen reçoit les compliments du Roi pour le courage dont il a fait preuve dans cette affaire,.
Il commande le vaisseau Le Formidable en 1757. La même année, il commande L'Atalante et se distingue par la prise de quatre navires corsaires et neuf bâtiments marchands. Commandant Le Sage en 1759, il passe sur le vaisseau Le Brillant en 1764, une fois la paix revenue.
Pendant la paix qui suit la guerre de Sept Ans, Guichen est chargé de diverses missions.
En 1775, il est nommé sur la frégate Terpsichore et commande quatre frégates, cinq corvettes, deux cotres et un lougre. Il est attaché à l'escadre d'évolution instituée en 1772 par le ministre de la Marine de Boynes, cette escadre est le premier groupe destiné à l'entraînement de la Marine. Le cousin du Roi, le duc de Chartres, célèbre ensuite comme duc d'Orléans et Philippe Égalité, est entré comme volontaire et commande la corvette La Sylphide. Sartine écrit le 22 mai 1775 à Ruis-Embito pour qu'il prépare pour l'usage particulier du duc de Chartres un canot ordinaire et non décoré. Sous la pression de son entourage c'est un canot décoré qu'il met en service, contrariant ainsi Sartine et sans doute le Roi.
Antoine de Sartine, le nouveau ministre de la marine, lui écrit dans une lettre du 31 mars 1776 :

« Le Roy vous a choisy, monsieur, pour commander la frégate la Terpsichore, qui fera la teste de l'escadre d'évolutions dont Sa Majesté a ordonné l'armement pour l'instruction de ses officiers. Cette frégate sera armée à Rochefort, où vous voudrez bien vous rendre incessamment. C'est avec un vray plaisir que je vous annonce cette marque particulière de la confiance de Sa Majesté ; elle ne peut estre pour vous que d'un favorable augure pour la suite. »
P.S. de la main du ministre :
 « C'est sur votre reputation que je vous ay proposé au Roy ; je ne doute pas de votre zèle en cette occasion, ni en toutes celles qui a se présenteront pour le service de Sa Majesté. Vous voudrez bien me rendre compte exactement de tout ce qui se passera. »

Le 9 novembre 1776, Guichen est promu chef d'escadre.

### Guerre d'indépendance américaine
Lorsque la France s'allie avec les Américains pendant la guerre d'indépendance des États-Unis, il navigue sur la Manche. Le navire du comte de Guichen fait partie de ceux qui ont salué l’USS Ranger, le 13 février 1778 dans le port de Quiberon. Cet évènement marque la première reconnaissance du drapeau américain sous sa forme actuelle (Stars and Stripes) par un gouvernement étranger[réf. nécessaire].
Au mois de juin 1778, Guichen, chef d'escadre, est appelé à commander une des divisions de l'armée franco-espagnole, aux ordres du lieutenant-général d'Orvilliers, et il porte son pavillon sur le vaisseau le Ville de Paris, 90 canons, il participe à la victoire française au large d'Ouessant le 27 juillet 1778,.

#### Bataille d'Ouessant, 28 juillet 1778

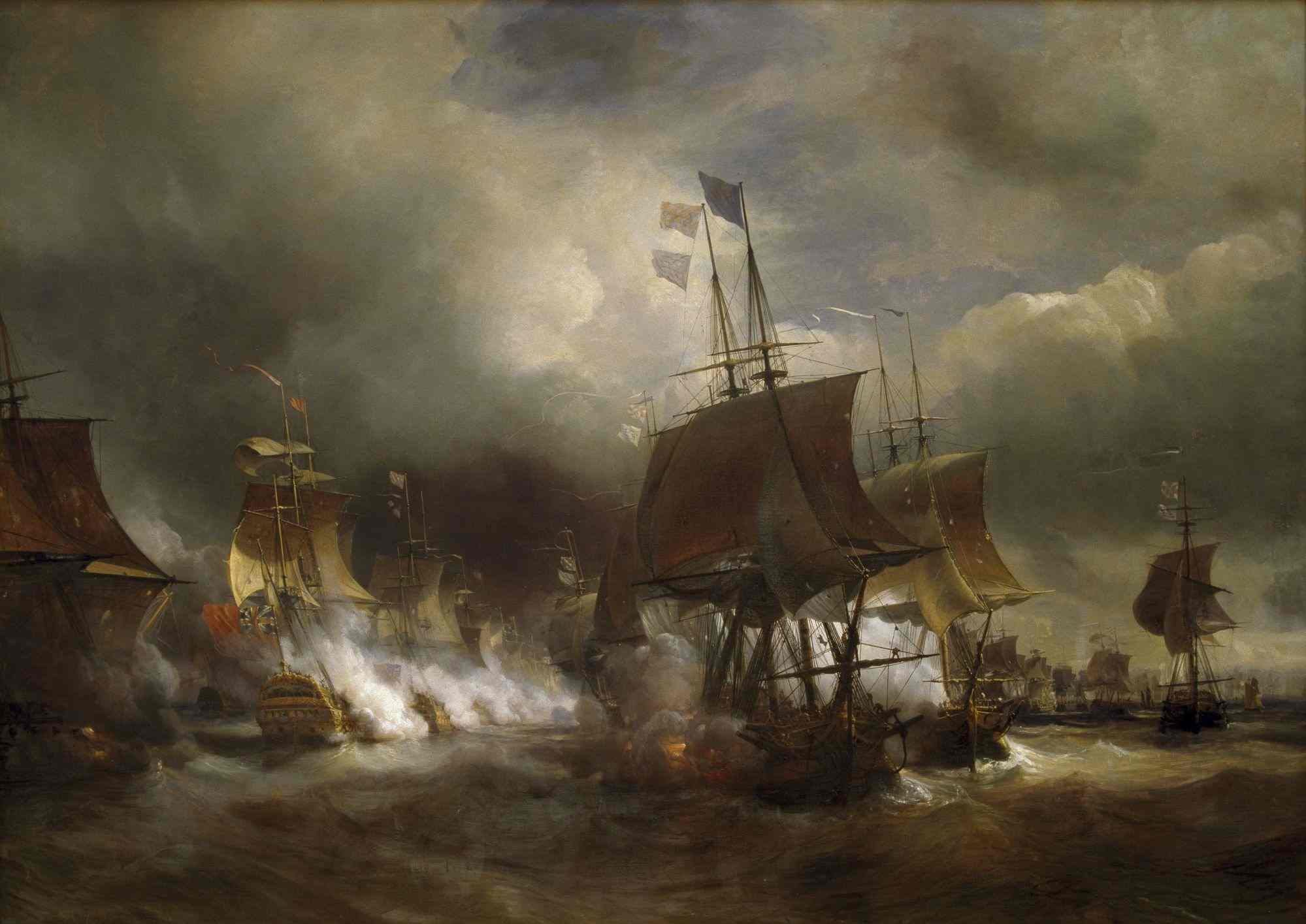
Combat d'Ouessant, juillet 1778. Huile sur toile par Théodore Gudin.

Au combat d'Ouessant, à bord du Ville de Paris, il résiste et riposte avec succès au feu de tous les vaisseaux anglais qui le canonnent, les uns après les autres, à portée de pistolet. Juste derrière le navire amiral de la flotte, le Bretagne. Il commande la deuxième division dans l'escadre blanche du comte d'Orvilliers, qu'il ramène à Brest à l'issue du combat.
Le comte du Chaffault, qui commandait l'avant-garde, ayant été blessé dans ce combat, d'Orvilliers donne à Guichen le commandement de cette escadre, lors de la seconde sortie de l'armée, au mois d'août suivant, et il arbore son pavillon sur le vaisseau La Couronne, 80 canons. Le ministre de Sartine lui écrit à cette occasion :

« Versailles, le 10 août 1778.
J'ai reçu, monsieur, la lettre que vous m'avez fait l'honneur de m'écrire le 31 du mois passé. J'ai vu avec grand plaisir, par le compte particulier que vous m'avez rendu de la position du vaisseau la Ville-de-Paris dans le combat d'Ouessant du 27, que vous avez pu résister et même répondre avec avantage au feu de tous les vaisseaux de l'armée ennemie, les uns après les autres, à portée de pistolet ; il est heureux qu'une attaque aussi vive ne vous ait pas mis hors d'état de continuer à exécuter les ordres de M. le comte d'Orvilliers. Ce général a dû témoigner aux officiers et aux équipages des bâtiments qui ont participé à l'action toute la satisfaction du roi. Sa Majesté n'ignore pas combien vous avez contribué, par vos talents et votre bravoure, à la gloire que la marine s'est acquise dans cette journée.
P.S. de la main du ministre :
 « Le roi est parfaitement content de vous, monsieur, et j'aurai grand plaisir à Vous procurer les marques de Sa satisfaction. »

Le Roi, pour le récompenser de sa belle conduite au combat d'Ouessant, le nomme commandeur de Saint-Louis, avec une pension de 3 000 livres. La ville de Paris lui donne, de son côté, un témoignage de son estime, en le nommant échevin honoraire.

#### Les trois combats de Monsieur de Guichen
Le 1er mars 1779, il est promu lieutenant général des armées navales. Nommé en même temps au commandement d'une des escadres de l'armée aux ordres du comte d'Orvilliers, il arbore de nouveau son pavillon sur le Ville-de-Paris. Cette armée sort de Brest en juillet 1779 pour se joindre dans la Manche à l'Armada espagnole commandée par l'amiral Córdova. Dans cette flotte combinée de soixante-six vaisseaux, Guichen se voit confier l'avant-garde, toujours à bord du Ville-de-Paris. Cependant, la campagne de trois mois et demi que fait cette armée sur les côtes d'Angleterre est sans résultat, si ce n'est la prise du vaisseau anglais HMS Ardent. Il reçoit le commandement de la marine de Brest de décembre 1779, poste qu'il occupe jusqu'au mois de février 1781.

##### La bataille de la Dominique, 17 avril 1780

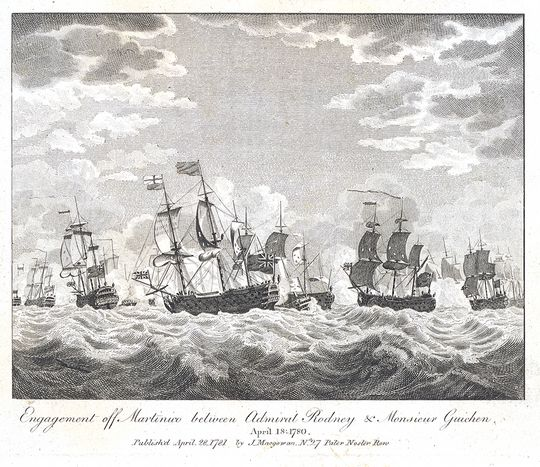
La bataille de la Dominique, le 17 avril 1780 montre l'habileté manœuvrière de Guichen face à Rodney.

Le 3 février de l'année suivante, il est envoyé comme lieutenant général des armées navales, avec une escadre forte de seize vaisseaux de ligne et de quatre frégates, une flûte, trois cotres et un lougre escortant aux Indes Occidentales (Antilles) un convoi de quatre-vingt-trois navires marchands et embarquant 4 000 hommes de troupe, du matériel et des vivres. Il arrive le 22 mars à la Martinique, dont il repart le 13 avril avec vingt-deux vaisseaux de ligne et cinq frégates ou cutters. M. de Bouille était embarqué sur l'escadre, avec 5 000 hommes de troupe, pour tenter une expédition sur quelques-unes des îles anglaises de la région : mais les renforts arrivés dans ces îles empêchent que cette expédition n'ait lieu.
Sur le point d'arriver à la Martinique, le 22 mars, il rencontre une division de sept vaisseaux et deux frégates commandée par le chef d'escadre comte de Grasse, qui, en compagnie de Monsieur de Bouillé, embarqué à son bord, allait tenter une nouvelle entreprise contre Sainte-Lucie. Cette division s'étant rangée sous les ordres de Guichen, l'armée fait escale à la Martinique pour y déposer ses malades, et le lendemain, elle fait voile pour Sainte-Lucie, où elle arrive le 24 mars. Mais le gouverneur anglais en avait fortifié les abords, et l'amiral Hyde Parker venait de s'embosser, d'une manière inexpugnable, au Gros Islet, avec seize vaisseaux. Guichen, après avoir reconnu l'île et l'escadre, doit donc revenir mouiller, le 27 mars, à la Martinique. Là, il apprend l'arrivée aux Antilles de l'amiral Rodney.

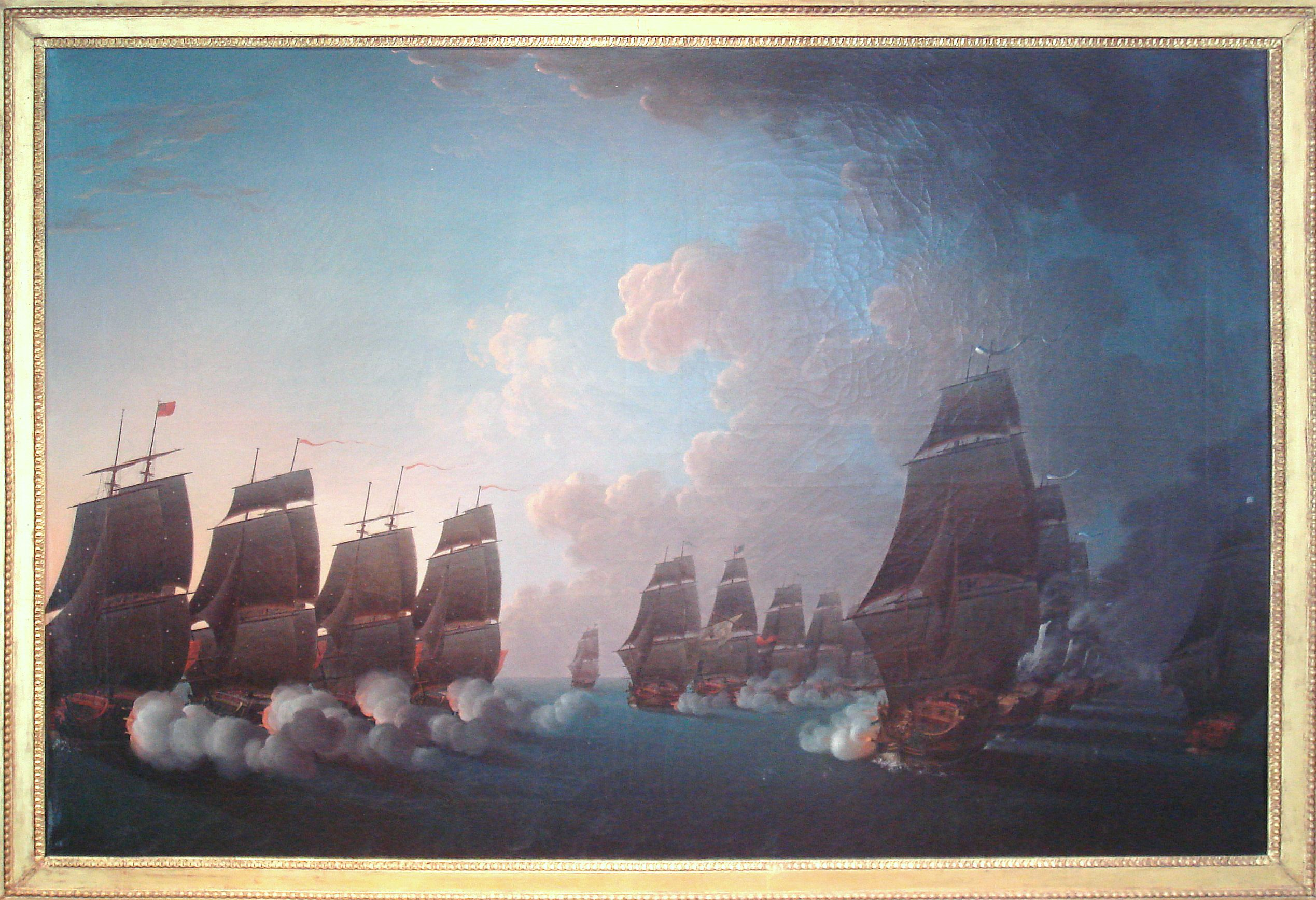
Combat de la Dominique, 17 avril 1780, par Auguste-Louis de Rossel de Cercy (1736-1804).

Guichen voulait, tout en protégeant le convoi qu'il allait faire appareiller pour Saint-Domingue, attirer Rodney au combat, le battre, puis conquérir, avec les troupes qu'il avait à bord de ses vaisseaux, Sainte-Lucie, ou toute autre possession anglaise importante. En conséquence, le 12 avril, il fait sortir de Fort-Royal un convoi de 69 bateaux, sous l'escorte du vaisseau Le Fier et de la frégate La Boudeuse, qui arrive à Saint-Domingue le 12 avril. Il appareille le lendemain, avec vingt-deux vaisseaux, pour remonter au vent de la Martinique, en passant par le canal de la Dominique. Les courants contrariant la flotte française, une partie seulement de ses vaisseaux avaient doublé le passage, lorsque, dans la matinée du 16 avril, le comte de Kersaint, commandant L’Iphigénie, placée à l'arrière-garde, signale l'armée anglaise, forte de vingt-deux vaisseaux, dont deux trois-ponts. Les commandants des deux armées manœuvrent toute la journée pour s'assurer le vent. Le lendemain, le 17 avril, la matinée est passée de part et d'autre en évolutions, lorsque la flotte anglaise se décide, vers 11 heures, à attaquer les Français, placés en ordre de bataille ; chaque vaisseau anglais se porte sur le vaisseau français qui lui correspondait. À 13 heures, le combat devient général. Les deux avant-gardes, et une partie du corps de bataille, se canonnent vivement. Guichen comptait sur le fait que Rodney l'attaque en personne ; mais ce dernier se place à l'arrière de La Couronne, le vaisseau amiral français, dans le but de couper la ligne française, en profitant du vide que laisse au corps de bataille le vaisseau L'Actionnaire, mauvais marcheur, qui était tombé sous le vent. Rodney gouvernait à occuper le poste de L'Actionnaire, lorsque Le Destin, 50 canons, commandé par le capitaine du Maitz de Goimpy, déploie ses voiles, et, se plaçant à demi-portée de pistolet par le travers du HMS Sandwich, vaisseau amiral anglais, ouvre sur lui un feu terrible qui l'arrête. Guichen ordonne aussitôt de virer vent arrière tout à la fois. Isolé de ses vaisseaux et attaqué successivement par les vaisseaux Le Vengeur, Le Destin et Le Palmier, le HMS Sandwich est gravement endommagé, à tel point qu'il part à la dérive vers la ligne française et menace de couler bas. Rodney doit quitter précipitamment son vaisseau et s'estime heureux de pouvoir rejoindre son armée en abandonnant le champ de bataille.
Cependant, l'issue de la bataille est indécise. Deux facteurs lui permirent d'échapper à la défaite : d'une part les défauts d'exécution par les capitaines de Rodney ; d'autre part, sa propre habileté et celle de ses seconds, notamment le comte de Grasse-Tilly, qui, face à un adversaire redoutable, surent conserver l'avantage du vent et resserrer la ligne de bataille.

##### Le combat du 15 mai 1780

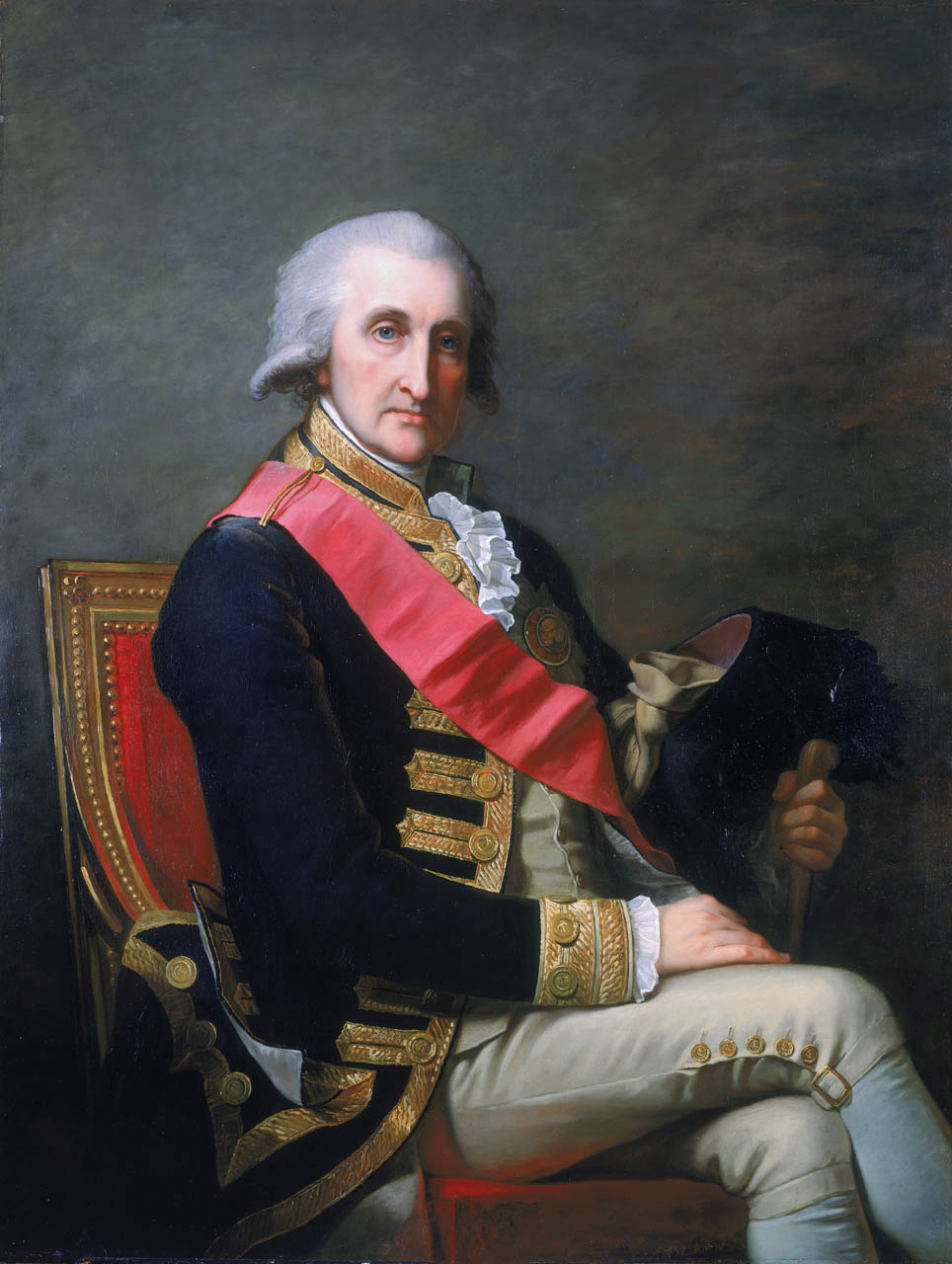
Amiral George Brydges Rodney, par Jean-Laurent Mosnier, peint en 1791

Après la retraite de Rodney, Guichen fait route pour la Guadeloupe, où il dépose ses blessés. Cependant, le 20 avril, la flotte anglaise ayant été signalée, l'ordre est donné d'embarquer les chaloupes et les canots. Les deux flottes continuent à manœuvrer à proximité l'une de l'autre, seule l'absence de vent empêchant le combat. Ce n'est que le 15 mai que Guichen peut décider son adversaire à accepter un nouveau combat. L'armée française est rejointe par le Dauphin Royal, 70 canons, qu'elle avait laissé au Fort-Royal lors de son dernier appareillage.
Les deux flottes sont en ordre de bataille, les amures à tribord, les Français au vent, et, suivant leur habitude, ceux-ci arrivent, à 14 heures, sur les Anglais, qui se laissent approcher. Au moment où les deux flottes commencent à se canonner, un changement de vent fait virer la flotte anglaise, qui élonge celle des Français sous le vent. La canonnade se poursuit dans cette position jusqu'à ce que, l'avant-garde française ayant dépassé la ligne anglaise, Guichen fait signal de virer vent devant par la contre-marche, pour soutenir son arrière-garde. Ce mouvement détermine Rodney à laisser porter, et la canonnade cesse, une heure après.

##### Le combat du 19 mai 1780
À la nuit, les deux armées se gardent en vue, feux allumés. Enfin, le 19 mai au matin, la brise venant toujours de l'est, il voit la flotte anglaise en direction du sud, à cinq lieues de distance. Comme l'ennemi, toutes voiles déployées, semblait chercher l'affrontement, Guichen diminue la voilure, calculant son erre de façon à rencontrer la tête de l'avant-garde anglaise. Vers 14 h 30, les deux armées se trouvant assez proches pour que le combat soit jugé imminent, Guichen fait signe à son avant-garde de doubler au vent et de combattre aussitôt qu'elle serait à portée de canon.
À 15 h 30, le feu commence à contre bord entre les deux chefs de file ; mais, les vaisseaux anglais arrivant successivement en longeant la ligne française, le combat devient bientôt général. Une heure après, Guichen, remarquant que son avant-garde, dans le but de serrer l'ennemi au feu, avait gouverné largue, lui fait signal de tenir le vent. Cette manœuvre, bien calculée, met l'avant-garde française en position de secourir l'arrière-garde, dans le cas où les Anglais essaieraient de la cerner. Les prévisions de Guichen sont justifiées. Une demi-heure après ce signal, neuf vaisseaux de tête anglais ayant viré, reviennent sur les derniers vaisseaux de l'armée française ; mais, à la vue de l'avant-garde et du corps de bataille français, qui, après avoir reviré, accourent au secours de leurs vaisseaux en péril, les ennemis rallient leur flotte en désordre. À 17 h 30, Guichen ayant rassemblé ses forces se présente en ordre de bataille, et l'ennemi en fait autant, en se repliant sur ses vaisseaux sous le vent. Vers 18 h 15, les deux armées étant rangées sur deux lignes parallèles, à la distance de deux portées de canon, Guichen, qui venait de perdre son fils, s'apprête à reprendre le combat, lorsqu'à la nuit les Anglais coururent largue, de sorte que, le 20 au matin, ils se trouvent à deux lieues de distance, et que, peu après, ils avaient disparu à l'horizon. Guichen, qui commençait à manquer de vivres, ne juge pas à propos de les poursuivre ; il se dirige sur la Martinique, et entre, le 22 mai, au Fort-Royal. De son côté, Rodney gagne la Barbade, où coule la Cornwall, vaisseau de 74 canons, très fortement endommagé dans les combats précédents.

#### Arrivée de renforts espagnols et retour en Europe
Pendant que Rodney réparait à la Barbade, et que Guichen attendait les vaisseaux qu'il avait envoyés chercher des vivres à Saint-Eustache, une frégate et un lougre espagnol viennent lui annoncer l'arrivée prochaine de douze vaisseaux et deux frégates espagnols, avec 12 000 hommes de troupe. Guichen appareille, le 9 juin, pour se porter à leur rencontre et les rejoint entre la Dominique et la Guadeloupe. Ainsi renforcé, il pense, malgré l'approche de l'hivernage, pouvoir s'emparer de quelques-unes des possessions anglaises des Antilles, avant de descendre à Saint-Domingue. Mais l'amiral espagnol Solano, lié par ses instructions, refuse toute action qui pourrait retarder sa marche, et ne se préoccupe que de débarquer ses troupes à La Havane. Guichen, bien que mécontent du peu de soutien que lui fournit le général espagnol, lui offre, néanmoins, de l'escorter jusqu'au canal de Bahama, et, sur son consentement, ils font voile pour la Havane, prenant sous leur escorte le convoi destiné pour Saint-Domingue. Mais une épidémie, apportée par les Espagnols, fait des ravages parmi les vaisseaux et les équipages français. Guichen, alarmé, se sépare des Espagnols, à l'entrée du canal de Bahama, et se dirige vers Saint-Domingue, et, après y avoir rassemblé 95 navires marchands disséminés dans les Antilles françaises, il en forme un convoi qu'il escorte jusqu'à Cadix, où il arrive, le 24 octobre 1780, avec dix-huit vaisseaux. Là, il se rangea sous les ordres du comte d'Estaing, et tous deux, ayant fait voile pour Brest, y mouillèrent le 3 janvier 1781.
Durant toute cette campagne, Guichen a démontré sa capacité à la manœuvre et, s'il n'a pas remporté de victoire marquante, au moins a-t-il empêché Rodney de porter tort aux possessions françaises des Antilles ; en ce sens, ces opérations de Guichen sont vues comme un succès par les historiens français. Il est promu Grand-croix de l'ordre de Saint-Louis le 1er avril 1781, avec une pension de 4 000 livres.

##### Missions et combats dans l'Atlantique
Le 23 juin suivant, dix-huit vaisseaux partent de Brest sous ses ordres pour aller se ranger à Cadix sous ceux de don Luis de Córdova, dans le but d'intercepter les convois anglais. Le 21 juillet, l'armée combinée croise à hauteur d'Ouessant. Cette croisière est sans résultat, car le mois de septembre arrivant, la crainte du mauvais temps incite le généralissime espagnol à rentrer à Cadix, et Guichen à Brest.
Guichen appareille de nouveau de Brest le 10 décembre 1781, Guichen prend le commandement d'une force de dix vaisseaux et une frégate pour rallier, à Cadix, l'armada espagnole, en même temps que deux divisions escortant un fort convoi à la destination des Indes occidentales et les îles d'Amérique, convoi que Guichen avait ordre de couvrir jusqu'en dehors des points habituels des croisières anglaises. Le 12 décembre, à cinquante lieues environ au sud d'Ouessant, dans l'extrême nord du golfe de Gascogne, le convoi, placé à six milles des convoyeurs, est surpris, par temps brumeux, par treize vaisseaux anglais sous les ordres de l'amiral britannique Richard Kempenfelt. La flotte anglaise prend de vitesse l'escorte française et, malgré son infériorité numérique, attaque les transports alors que Guichen est sous le vent du convoi : Kempenfelt capture vingt bateaux, les autres s'enfuient et rentrent au port. C'est là la seule véritable défaite de Guichen pendant la guerre. L'Actif, 74 canons, commandé par le capitaine Jean-Baptiste de MacCarthy Martaigue, seul en position de secourir le convoi, engage un combat assez vif avec le HMS Edgard, 74 canons. L'escadre anglaise est chassée pendant deux jours, sans pouvoir être rejointe. Le 23 décembre, les Français sont victimes d'un violent coup de vent qui les disperse et force Guichen à rentrer à Brest.
À son arrivée à Brest, Guichen veut se démettre de son commandement, mais le roi exige qu'il le conserve. Le ministre de la Marine, le marquis de Castries, lui écrit :

« Sa Majesté est bien persuadée que vous avez fait tout ce qui était en votre pouvoir pour arrêter les progrès de l'ennemi, et que toutes vos manœuvres ont été bien combinées. Elle a senti qu'il ne vous était pas possible de joindre les Anglais dans les journées du 13 et du 14, sans vous exposer à perdre le reste du convoi. Elle attribue cet événement aux circonstances fâcheuses que vous avez éprouvées, et non à un défaut de vigilance de votre part, et elle espère que vous trouverez l'occasion de lui faire oublier cette perte et les désavantages qui en résultent pour le succès de ses armes,. »

La flotte de Brest est, pendant toute la campagne de 1782, commandée par Monsieur de Guichen. Le 14 février 1782, il sort de Brest pour se rendre à nouveau à Cadix, à la tête de cinq vaisseaux qui rallient, à la fin du mois, les vingt-sept vaisseaux de l'amiral Cordova. Ces trente-deux vaisseaux mettent voile, le 3 juin, pour croiser dans le golfe de Gascogne, du cap Finisterre au cap Saint-Vincent. Ils tombent le 25 sur un convoi ennemi en partance pour le Canada, et prennent dix-huit navires qui sont envoyés à Brest sous l'escorte du vaisseau Le Lion. Le 11 juillet, la flotte combinée est renforcée par huit vaisseaux commandés par le lieutenant-général La Motte-Picquet. Le soir même, se trouvant à soixante-trois milles ouest-sud-ouest d'Ouessant, elle chasse un vaisseau et deux frégates, et, le lendemain, à cinq heures du matin, l'escadre légère, sous les ordres de La Motte-Picquet, signale un grand nombre de bâtiments dans le nord-est. C'était l'armée anglaise de la Manche, forte de vingt-deux vaisseaux sous les ordres de Darby. Le lieutenant-général Cordova ordonne d'abord une chasse générale puis lui donne l'ordre d'attaquer aussitôt qu'elle aurait joint l'ennemi, ce qui ne peut avoir lieu. La nuit tombée, le commandant en chef fait rallier les vaisseaux et les tient en panne. Le vent passe au sud-sud-est. Le lendemain, la flotte anglaise est aperçue au nord-est, et après l'avoir poursuivie pendant quelques heures, le commandant en chef prend la bordée du large. L'armée combinée continue sa croisière entre Ouessant et Belle-Île-en-Mer, et elle rentre à Cadix, le 5 septembre.

#### Bataille du cap Spartel, 20 octobre 1782

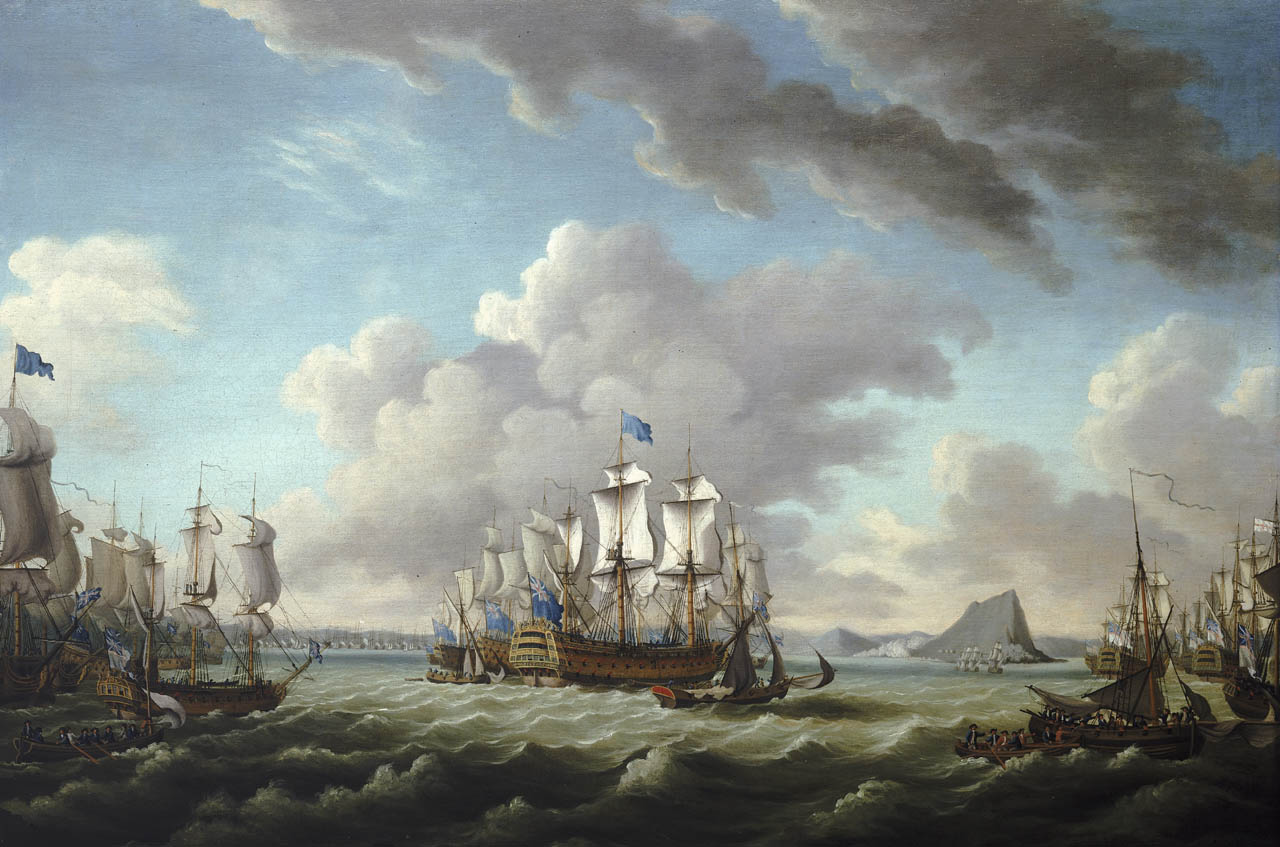
L'escadre de Howe arrive en vue de Gibraltar, avec 38 vaisseaux de guerre escortant un convoi de ravitaillement de 183 navires. Le combat naval s'engage au retour de l'escadre anglaise.

Sortie une dernière fois de ce port, elle mouille, le 12 septembre, devant Algésiras, passe le détroit le 13 du même mois, dans le but de seconder les opérations du siège de Gibraltar et d'intercepter les convois ennemis.
Le 21 octobre 1782, elle se trouve en présence de l'armée anglaise commandée par l'amiral Howe. Le comte de Guichen commandant l'avant-garde de la flotte, en grande partie composée de vaisseaux espagnols, mauvais marcheurs, ne peut, à son grand regret, prendre part au combat. Les Anglais parviennent à ravitailler Gibraltar, mettant ainsi en échec le siège de la place.
À la rentrée de l'armée combinée à Cadix, le 10 novembre 1782, le comte de Guichen demande et obtient la permission de se rendre par terre à Brest. En passant à l'Escurial, il a l'honneur d'être présenté au roi d'Espagne, qui, pour le récompenser des services, aussi bien en Amérique qu'en Europe, lui fait don de son portrait enrichi de diamants.
Retiré de la vie militaire, il reçoit l'ordre du Saint-Esprit le 1er janvier 1784. Recevant, à cette occasion, les félicitations d'un grand nombre d'officiers de la marine, il leur répond : « Messieurs, le roi a voulu accorder une croix de ses ordres au corps de la marine, et c'est moi qu'il a chargé de la porter. »
Il meurt à Morlaix le 13 janvier 1790, à l'âge de 78 ans. Sa tombe est visible dans le cimetière de Saint-Martin-des-Champs (Finistère).

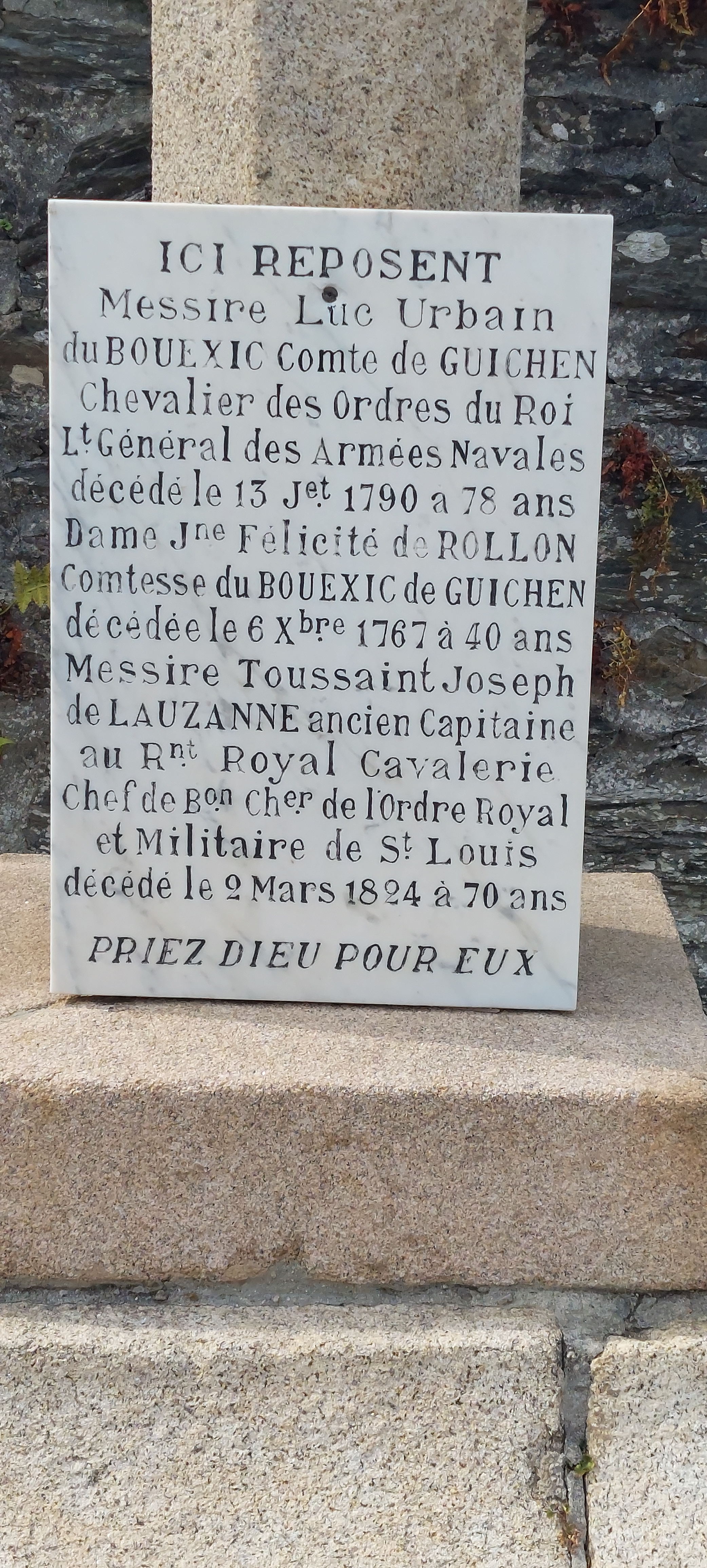
Tombe de Luc Urbain du Bouëxic de Guichen.

## Mariage et descendance
Le 10 mai 1751, en la chapelle Sainte-Marthe de la paroisse Saint-Mélaine, Morlaix, il épouse Jeanne Félicité Rollon de la Villeneuve (1727-1767), dont :
- Luc Louis François du Bouëxic de Guichen, né le 10 mars 1752 à Morlaix. Garde-marine en 1763 puis lieutenant de vaisseau en 1778. Il est grièvement blessé pendant la campagne contre les Anglais en mer des Antilles en 1780, et meurt peu après à l'hôpital de Fort-Royal, le 27 mai 1780
- Françoise Félicité du Bouëxic de Guichen (1753-1835) épouse en 1780 Toussaint Joseph de Lauzanne (1754-1824), d'où postérité
- Jean Gabriel Alexandre du Bouëxic de Guichen (1755-1756)
- Louis Urbain du Bouëxic de Guichen (1757-1767)
- Jean Alexandre du Bouëxic de Guichen (1757-1773)
- Marie Angélique Françoise du Bouëxic de Guichen (1759-1760)
- Jean Louis Raphaël du Bouëxic de Guichen (1760-)
- Jean Michel Joachim du Bouëxic de Guichen, né le 26 juillet 1762 à Morlaix officier de marine, mort noyé en rade de Dunkerque le 22 août 1785

Ayant perdu ses deux fils, le nom et le titre de Guichen est repris après sa mort par son neveu, lieutenant de vaisseau.

## Postérité

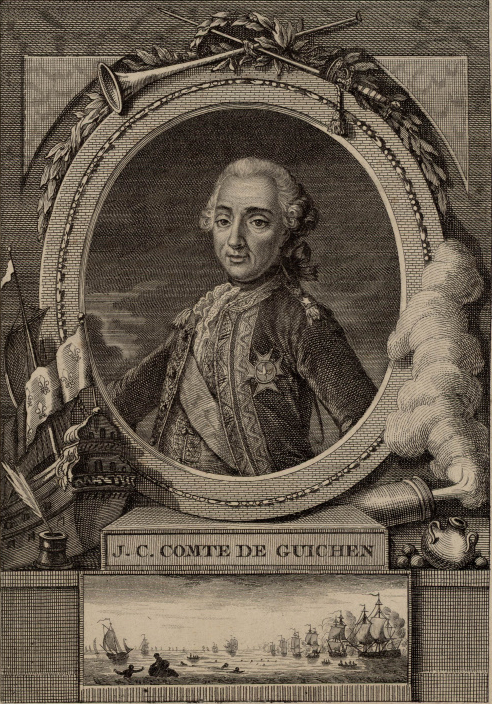

Trois bâtiments de la Marine nationale française ont été nommés en l'honneur du comte de Guichen, dont : 
- Le Guichen, un aviso, en service entre 1863 et 1888 ;
- Le Guichen, un croiseur protégé de 1re classe, construit aux Ateliers et Chantiers de la Loire. Mis en service en 1899 et retiré fin 1921.
- Le Guichen (D607) (anciennement Scipione Africano), un escorteur d'escadre, en service entre 1948 et 1976.

Ainsi que :
- Un bateau corsaire
- Un navire de commerce
- Une rue de Guichen a été nommée en son honneur.
- La 57e promotion des classes préparatoires du Lycée Naval l'a reçu pour parrain de promotion.

### Sources et bibliographie
- Les archives de la famille du Bouëxic sont conservées aux Archives nationales sous la cote 267AP [17]
- Vicomte de Noailles, Marins et soldats français en Amérique (1778-1783), Perrin & Cie, 1903, 439 p. (lire en ligne)
- Louis Édouard Chevalier, Histoire de la marine française pendant la guerre de l'indépendance américaine, Paris, Hachette & Cie, 1877, 539 p. (lire en ligne)
- Étienne Taillemite, Dictionnaire des marins français, Paris, éditions Tallandier, 2002, 573 p. (ISBN 2-84734-008-4, OCLC 422254425)
- Guy Le Moing, Les 600 plus grandes batailles navales de l'Histoire, Rennes, Marines Éditions, mai 2011, 620 p. (ISBN 978-2-35743-077-8)
- Louis Étienne Dussieux, Notices historiques sur les généraux et marins du XVIIIe siècle, V. Lecoffre, 1889, p. 295 et suiv.
- Prosper Levot, Biographie bretonne, Vannes, Cauderan, 1852, 983 p. (lire en ligne), p. 862-865
- Joseph Hennequin, Biographie maritime : ou, Notices historiques sur la vie et les campagnes des marins célèbres français et étrangers, vol. 3, Paris, 1837, 562 p. (lire en ligne), p. 386-405
- Thomas Balch, Les Français en Amérique pendant la guerre de l’Indépendance des États-Unis 1777-1783, 1872 [détail des éditions]
- François Jahan et Claude-Youenn Roussel (préf. Étienne Taillemite), Guichen : L'honneur de la Marine Royale, Paris, Guénégaud, 2012, 390 p. (ISBN 978-2-85023-152-0)
- Tugdual de Langlais, Jean Peltier Dudoyer, l'armateur préféré de Beaumarchais, de Nantes à l'Isle de France, Éd. Coiffard, 2015, 340 p.  (ISBN 9782919339280).
- Les Affiches Américaines, N° 19 du 9 mai 1780, pour le retour vers la France des navires du convoi, dont l'Union, la Jeune Héloïse, le Tobie, l'Amphitrite, le Majestueux, appartenant à J-J. Carrier de Montieu et armés par Jean Peltier Dudoyer.